# Американський інститут фізики
Американський інститут фізики (англ. American Institute of Physics, скорочено AIP) — фахове товариство фізиків США, під крилом якого об'єднана низка інших наукових товариств. Інститут був заснований у 1931 з метою підтримки фінансування досліджень в області фізики у період Великої депресії. На момент заснування до Інституту входили 5 товариств-членів. У 1960-ті кількість товариств-членів було збільшено.
Американський інститут фізики видає низку наукових журналів.

## Товариства члени
- Американське акустичне товариство
- Американська асоціація фізиків у медицині
- Американська асоціація вчителів фізики
- Американське астрономічне товариство
- Американська кристалографічна асоціація
- Американський геофізичний союз
- Американське фізичне товариство
- Американське вакуумне товариство
- Оптичне товариство
- Реологічне товариство
- Американське метеорологічне товариство

## Наукові видання
Американський інститут фізики має дочірню компанію під назвою AIP Publishing (повністю некомерційна організація), що займається науковими публікаціями інституту та його товариств-членів, а також від імені інших партнерів.
- AIP Advances[en]
- AIP Conference Proceedings[en]
- APL Bioengineering
- APL Materials[en]
- APL Photonics[en]
- Applied Physics Letters
- Applied Physics Reviews[en]
- Biomicrofluidics[en]
- Biophysics Reviews
- Chemical Physics Reviews
- History of Physics Newsletter
- Journal of Applied Physics
- The Journal of Chemical Physics
- Journal of Mathematical Physics
- Journal of Renewable and Sustainable Energy[en]
- Journal of Physical and Chemical Reference Data[en]
- Journal of Vacuum Science and Technology[en]
- Chaos[en]
- Low Temperature Physics
- Physics of Fluids
- Physics of Plasmas[en]
- Physics Today
- Review of Scientific Instruments[en]
- Scilight[d]

## Наукові нагороди
Американський інститут фізики присуджує низку наукових медалей і премій за досягнення у різних галузях фізики. До них належать:
- Премія Ендрю Геманта (англ. Andrew Gemant Award) — за значний внесок в культурний, художній або гуманістичний аспекти фізики;
- Медаль Тейта (англ. Tate Medal for International Leadership in Physics) — за видатні досягнення у професії, нагороджуються фізики з неамериканським громадянством;
- Медаль Комптона (англ. Karl Taylor Compton Medal for Leadership in Physics) — за видатні досягнення у менеджменті науки;
- Премія за промислові застосунки фізики (англ. Prize for Industrial Applications of Physics) — спонсорується компанією General Motors, вручається раз на два роки за впровадження результатів фізичних досліджень у промисловість;
- Премія Денні Гайнемана з астрофізики (англ. Dannie Heineman Prize for Astrophysics) — за визнані досягнення в галузі теоретичної астрофізики, вручається разом з Американським астрономічним товариством;
- Премія Денні Гайнемана з математичної фізики (англ. Dannie Heineman Prize for Mathematical Physics) — за визнані досягнення в галузі математичної фізики, вручається разом з Американським фізичним товариством;
- Премія Абрагама Пайса з історії фізики[en] (англ. Abraham Pais Prize for History of Physics) — за видатні наукові досягнення в галузі історії фізики;
- Медаль Меггерса (англ. Meggers Project Award) — вручається раз на два роки проектам, створеним для покращення фізичної освіти у вищій школі;
- Премія з гідродинаміки[en] (англ. Fluid Dynamics Prize) — за видатні досягнення у наукових дослідженнях з гідродинаміки, вручається разом з відділенням гідродинаміки Американського фізичного товариства.